# Anton von Swab
Anton Swab (anobli « Anton von Swab » en 1751 ; né le 29 juillet 1702 à Falun en Suède et mort le 28 janvier 1768 à Stockholm) est un ingénieur des mines, conseiller d'Etat et minéralogiste suédois. Il systématisa l'usage du soufflet à bouche comme instrument de caractérisation des métaux en chimie minérale et en minéralogie.

## Biographie
Anton Swab était encore enfant lorsque père mourut. Sa mère, Kristina Arrhusia, se remaria, et Anton reçut une formation humaniste dans un pensionnat. Il poursuivit ses études en 1723 à l'école des mines dépendant de l'Université d'Uppsala ; puis il effectua jusqu'en 1730 une série de stages dans des mines et forges de Suède, de Norvège et de Finlande. À partir de 1730 il parcourut d'autres pays d'Europe : en Saxe, il suivit les cours de Johann Friedrich Henckel. De retour en Suède en 1736, il fut nommé ingénieur des mines.
Inspiré par les travaux pionniers de Berzelius, Swab fit ses premiers essais avec le soufflet à bouche en 1738 : cet instrument, en projetant une flamme stable contre la surface d'un minéral, permet de révéler la présence de certains métaux au-delà de la gangue de terre et d'oxydes qui les recouvre :

« Anton von Swab, inspecteur des mines suédois, fut, comme Berzeilius (sic) nous l'a rapporté, le premier à tenter de se servir, en tant qu'ingénieur, d'un soufflet à bouche en 1738 pour reconnaître les  roches et minerais ; mais comme il n'a laissé aucun écrit pour faire connaître le résultat de sa pratique, on ignore jusqu'à quel point il a porté ses recherches. »

— Carl Friedrich Plattner , Carl Friedrich Plattners Probierkunst mit dem Lötrohre: Eine vollständige Anleitung zu qualitativen und quantitativen Lötrohr-Untersuchungen (de).
C'est ainsi qu'en cette même année 1738, Swab découvrit le filon d'or d'Ädelfors en Småland, qui fut des décennies durant la seule mine d'or de Suède,.
En 1742, Swab parvint à extraire du zinc à partir de ses oxydes, les calamines ; cette même année, il fut élu à l'Académie royale des sciences de Suède, et décoré de l'Ordre royal de l'Étoile polaire.
Von Swab est mort célibataire le 28 janvier 1768 à Stockholm. il compte au nombre des savants suédois dont l'effigie figure sur la façade du Jernkontoret (« Comptoir du Fer »).

## Distinctions
- Chevalier de l'ordre royal de l'Étoile polaire.